# Hauke Fuhlbrügge
Hauke Fuhlbrügge (ur. 21 marca 1966 we Friedrichrodzie) – niemiecki lekkoatleta specjalizujący się w biegach średniodystansowych, uczestnik letnich igrzysk olimpijskich w Barcelonie (1992). W czasie swojej kariery reprezentował również Niemiecką Republikę Demokratyczną.

## Sukcesy sportowe
- brązowy medalista mistrzostw NRD w biegu na 800 metrów (1987)[1]
- trzykrotny medalista mistrzostw NRD w biegu na 1500 metrów – srebrny (1990) oraz dwukrotnie brązowy (1984, 1986)[2]
- dwukrotny medalista halowych mistrzostw NRD w biegu na 1500 metrów – złoty (1989) oraz brązowy (1986)[3]
- srebrny medalista mistrzostw Niemiec w biegu na 1500 metrów (1992)[4]
- złoty medalista halowych mistrzostw Niemiec w biegu na 1500 metrów (1991)[5]
- złoty medalista mistrzostw Niemiec w biegach przełajowych na krótkim dystansie (1992)[6]

| Rok  | Miasto    | Zawody                      | Konkurencja    | Wynik         |
| ---- | --------- | --------------------------- | -------------- | ------------- |
| 1985 | Chociebuż | mistrzostwa Europy juniorów | bieg na 1500 m | brązowy medal |
| 1987 | Zagrzeb   | uniwersjada                 | bieg na 1500 m | złoty medal   |
| 1989 | Haga      | halowe mistrzostwa Europy   | bieg na 1500 m | 5. miejsce    |
| 1989 | Budapeszt | halowe mistrzostwa świata   | bieg na 1500 m | srebrny medal |
| 1991 | Tokio     | mistrzostwa świata          | bieg na 1500 m | brązowy medal |

## Rekordy życiowe
- bieg na 800 metrów – 1:45,15 – Helsinki 29/06/1989
- bieg na 800 metrów (hala) – 1:46,07 – Sewilla 28/02/1989
- bieg na 1000 metrów – 2:17,49 – Budapeszt 11/08/1986
- bieg na 1500 metrów – 3:34,15 – Sztokholm 03/07/1991
- bieg na 1500 metrów (hala) – 3:37,80 – Budapeszt 04/03/1989
- bieg na milę – 3:50,52 – Oslo 06/07/1991
- bieg na 2000 metrów (hala) – 5:05,79 – Karlsruhe 06/03/1993
- bieg na 3000 metrów (hala) – 7:50,48 – Berlin 05/02/1993
- bieg na 5000 metrów – 13:33,49 – Kerkrade 29/05/1993